# You Sent Me Flying
You Sent Me Flying è un singolo della cantante e cantautrice inglese Amy Winehouse, pubblicato nel 2004 dalla Island Records ed estratto dall'album Frank. La canzone, è stata pubblicata come doppio singolo (o doppia A-side) insieme a In My Bed.

## La canzone
Il singolo è stato pubblicato il 5 aprile 2004 ed ha raggiunto la 60ª posizione della Official Singles Chart.

## Video
Non esiste un video musicale del pezzo, essendo stato destinato esclusivamente alla diffusione radiofonica.

## Tracce

### Versione britannica
1. In My Bed
2. You Sent Me Flying
3. Best Friend (acustica)

## Classifica
| Classifica (2004) | Posizione massima |
| ----------------- | ----------------- |
| Regno Unito       | 60                |